# Alice Dona
Alice Dona, pseudonimo di Alice Donadel (Maisons-Alfort, 17 febbraio 1946), è una cantautrice francese.

## Biografia
Nata da padre italiano e madre francese, entrambi musicisti, dopo aver imparato a suonare il pianoforte entra come cantante in un'orchestra nel 1960, a soli 14 anni.
Ottenuto un contratto con la Pathé, inizia ad incidere canzoni di cui spesso è autrice, in stile yé-yé e beat, sulle orme di Françoise Hardy: tra i suoi successi ricordiamo Demain, j'ai dix-sept ans (che, tradotta e pubblicata in italiano, diventa Diciott'anni), Les Garçons (in italiano I ragazzi), Folle de t'aimer (Impazzirò per te), Surboum 63 e Mon train de banlieue.
Arriva anche ad esibirsi all'Olympia: poi, a seguito del matrimonio con Bernard Ricci (il cantante dei Les Célibataires) nel 1965, ed alla nascita due anni più tardi di sua figlia Raphaëlle, si ritira dall'attività, dedicandosi per molti anni solo alla composizione per altri artisti.
Ecco alcuni dei suoi successi come autrice:
- Ton côté du lit, Le général a dit e La fan, per Joe Dassin;
- Les amants sont maigres, les maris sont gras, per Régine;
- Qu'attends-tu de moi, Des prières e Un oiseau chante, per Mireille Mathieu;
- Un homme a traversé la mer, per Enrico Macias;
- C'est écrit, per Sheila;
- Combien faudra-t-il de temps, per Hervé Vilard;
- Le monsieur qui passe, Ma dernière volonté, Le barbier de Belleville, per Serge Reggiani;
- Tables séparées, per Dalida;
- Deux bateaux ; Le dernier baiser, per Annie Girardot;
- Riche, per Sylvie Vartan;
- C'est de l'eau, c'est du vent, Les ballons et les billes, Le musée de ma vie e Un peu d'amour, beaucoup de haine, per Claude François.

La sua collaborazione più fruttuosa è però quella con Serge Lama, insieme a cui compone molti successi come Star, L'enfant d'un autre, Chez moi, Tous les Auf Wiedersehen, L'Algérie, Le dimanche en famille, Du ventre plat au ventre rond, La chanteuse a vingt ans, La vie lilas, Femme, femme, femme, Un jardin sur la terre, e soprattutto la notissima Je suis malade, incisa in italiano da Ornella Vanoni con il titolo Sto male (ed il testo, tradotto da Giorgio Calabrese, leggermente attenuato nella sua drammaticità rispetto a quello originale).
Oltre che da Lama, Je suis malade viene anche incisa da Dalida nel 1973.
A partire dal 1976 riprende ad incidere, pubblicando otto album fino al 1986, ottenendo nuovamente il successo con Chanson hypocalorique, L'antistar, La nana 77 e Femme et musique.
Dopo essersi separata dal marito, nel 1980 diventa la compagna del conduttore radiofonico Laurent Boyer.
Continua l'attività anche nei decenni successivi.
Nel 1996 ha inciso una sua versione di Laisse tomber les filles, canzone scritta da Serge Gainsbourg ed incisa da France Gall nel 1964.
Nel 2006 tutta la sua produzione in francese del periodo 1963 - 1966 è stata racchiusa in un doppio CD, intitolato L'Intégrale 1963-1966: si tratta di 41 canzoni, più due incisioni in italiano, I ragazzi e Impazzirò per te.
Ad ottobre del 2009 è prevista la partenza del suo nuovo tour francese.

## Discografia italiana parziale

### 33 giri
- 1964: Un juke-box sur le quai de la Seine n° 3 (Columbia, QPX 8065; con Salvatore Adamo, Gilbert Bécaud, Richard Anthony ed altri)

### 45 giri
- 15 ottobre 1963: 18 anni/L'autobus del mattino (Pathé, AQ 1256)

## Discografia francese parziale

### EP
- 1963: Les garçons/Mon train de banlieue/Demain j'ai dix-sept ans(Surboum 63 (Pathé, EG 651)
- 1963: C'est pas prudent/T'as pas, t'as pas/Chante-moi ta chanson, Jack/Bim bam bam (Pathé, EG 655)
- 1963: Le Noël des copains/Quand je rentre le soir/Folle de t'aimer/Réveille-toi (Pathé, EG 720)
- 1963: Je ne sais pas/Ma photo/Plus je t'embrasse/Une voiture rouge (Pathé, EG 746)
- 1964: Pardon Chopin/Stasera no no no/On t'a vu danser/Marche (Pathé, EG 791)
- 1964: Un seul mot de toi/Tu ne fais jamais rien pour me plaire/Tu n'y crois pas/Mes parents (Pathé, EG 822)
- 1965: Un chagrin à oublier/À trop répéter/Pour trouver ton coeur/Quand on veut danser (Pathé, EG 853)
- 1965: Tous les chemins mènent vers toi/Amuse-toi bien/Tant pis, tant mieux/Ça ne t'engage à rien (Pathé, EG 907)
- 1966: Les trois couleurs de l'amour/Tu viendras comme un voleur/Il suffit d'un rien pour être heureux/Et déjà (Pathé, EG 946)
- 1966: Avec toi/Les trois couleurs de l'amour/Il suffit d'un rien pour être heureux/Et déjà. (Pathé, EG 1001)

### 45 giri
- 1963: Demain J'ai 17 Ans/Mon Train De Banlieue (Pathé, PAT 1004)
- 1963: Quand je rentre le soir/Le Noël des copains (Pathé, 45G1875)
- 1963: Réveille-toi/Folle de t'aimer (Pathé, 45G1879)
- 1963: Ma photo/Plus je t'embrasse (Pathé, 45G1889)
- 1964: Marche/On t'a vu danser (Pathé, 45G1918)
- 1965: Quand on veut danser/À trop répéter (Pathé, 45G2028)
- 1965: Un chagrin à oublier/Pour trouver ton coeur (Pathé, 45G2035)
- 1965: Tous les chemins mènent vers toi/Tant pis, tant mieux (Pathé, 45G2057)
- 1966: Il suffit d'un rien pour être heureux/Et déjà (Pathé, 45G2101)
- 1966: Les trois couleurs de l'amour/Avec toi (Pathé, 45G2105)